# Craig Johnston
Craig Johnston (Johannesburg, 25 giugno 1960) è un ex calciatore australiano naturalizzato inglese, di ruolo centrocampista.

## Palmarès

### Competizioni nazionali
- Campionato inglese: 5

Liverpool: 1981-1982, 1982-1983, 1983-1984, 1985-1986, 1987-1988
- Coppa d'Inghilterra: 1

Liverpool: 1985-1986
- Coppa di Lega inglese: 3

Liverpool: 1981-1982, 1982-1983, 1983-1984
- Community Shield: 2

Liverpool: 1982, 1986

### Competizioni internazionali
- UEFA Champions League: 1

Liverpool: 1983-1984
- Kirin Cup: 1

Middlesbrough: 1980